# Nicolae Neguț

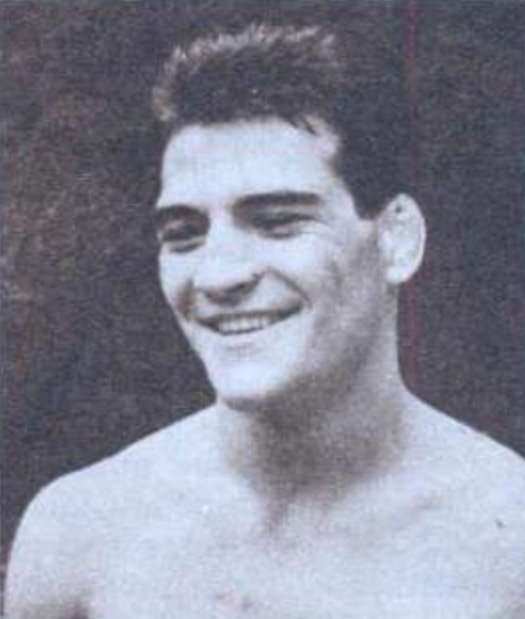
Nicolae Neguț (1968)

Nicolae Neguț (* 17. Oktober 1945 in Bukarest) ist ein ehemaliger rumänischer Ringer. Er war Olympiateilnehmer 1968 und 1972 und Dritter der Weltmeisterschaft 1969 im griechisch-römischen Stil im Mittel- bzw. Halbschwergewicht.

## Werdegang
Nicolae Neguț begann in seiner Heimatstadt Bukarest beim Sportclub Progresul  mit dem Ringen. Als Junior trat er in die rumänische Armee ein und wurde Mitglied des Armeesportclubs Steaua Bukarest. Trainiert wurde er dort von I. Martac. Der kräftige, 1,85 Meter große Sportler rang zuerst im Mittelgewicht und nach einer Gewichtsklassenreform durch den internationalen Ringerverband (FILA) im Jahre 1969 im Halbschwergewicht. Er konzentrierte sich dabei voll auf den griechisch-römischen Stil. 
1968 wurde Nicolae Neguț erstmals rumänischer Meister im Mittelgewicht und löste damit Gheorghe Popovici ab, der über ein Jahrzehnt diese Gewichtsklasse in Rumänien dominiert hatte. Sein Debüt auf der internationalen Ringermatte hatte er bereits im Jahre 1966 mit einem 4. Platz im Mittelgewicht bei den Balkan-Spielen in Ljubljana gegeben. 1967 verlor er bei einem Länderkampf in Bukarest gegen Ernst Knoll aus der Bundesrepublik Deutschland nach Punkten.
1968 belegte er bei der Europameisterschaft in Västerås im Mittelgewicht einen guten 5. Platz. Er verlor dabei von fünf Kämpfen keinen einzigen, trennte sich aber gegen Lothar Metz aus der DDR, Jiří Kormaník aus der CSSR und Håkon Øverby aus Norwegen unentschieden und schied deswegen nach der 5. Runde wegen zu vieler Fehlpunkte vor dem Finale aus.
Im gleichen Jahr startete er auch bei den Olympischen Spielen in Mexiko-Stadt. Er besiegte dort Ernst Knoll und Petar Krumow aus Bulgarien und trennte sich von Tevfik Kış aus der Türkei unentschieden. Gegen Lothar Metz, der bei dieser Meisterschaft Olympiasieger wurde und gegen den Olympiasieger von 1960 Branislav Simić aus Jugoslawien verlor er nach Punkten und verfehlte damit mit dem 4. Platz knapp eine Medaille.
An der Europameisterschaft 1969 in Modena konnte Nicolae Neguț nicht teilnehmen, weil dort die Mannschaften der sozialistischen Länder nicht antraten, weil das Veranstalterland Italien sich weigerte, die Flagge der DDR zu hissen. Dafür war er aber bei der Weltmeisterschaft 1969 in Mar del Plata am Start und gewann dort im Halbschwergewicht mit drei Siegen und Niederlagen gegen Alexander Jurkewitsch aus der UdSSR und Wenko Zinzarow aus Bulgarien die Bronzemedaille.
In den folgenden Jahren gewann er bei Welt- und Europameisterschaften und den Olympischen Spielen 1972 in München keine Medaillen mehr. Er erreichte jedoch bei den Weltmeisterschaften 1971 in Sofia und 1973 in Teheran noch einmal hervorragende 4. Plätze. Er scheiterte dabei nur an so großen Könnern wie Waleri Resanzew und Omar Bliadse aus der UdSSR, Czesław Kwieciński aus Polen und Stojan Nikolow aus Bulgarien, wobei er bei den Olympischen Spielen in München ein sensationelles Unentschieden gegen den damals überragenden Ringer in dieser Gewichtsklasse Waleri Resanzew erreichte.
Bei einer Länderkampfreise der bundesdeutschen Nationalstaffel nach Rumänien im Jahre 1971 gewann er dreimal gegen Kaspar Eham aus Bad Reichenhall. Beim Gegenbesuch der rumänischen Nationalstaffel in der BRD im Jahre 1972 unterlag er gegen Ernst Knoll nach Punkten, siegte über Max Mitterbichler aus Traunstein und wurde im Kampf gegen Günter Kowalewski aus Witten gemeinsam mit diesem wegen "Passivität" von der Matte gestellt.
Ab 1976 nahm Nicolae Neguț nur mehr an nationalen Ringerveranstaltungen teil.

## Internationale Erfolge
(alle Wettkämpfe im griechisch-römischen Stil, OS = Olympische Spiele, WM = Weltmeisterschaft, EM = Europameisterschaft, Mittelgewicht, bis 1968 bis 87 kg, Halbschwergewicht, ab 1969 bis 90 kg Körpergewicht)
| Jahr | Platz | Wettbewerb                                                     | Gewichtsklasse | |
| 1966 | 4.    | Balkan-Spiele in Ljubljana                                     | Mittel         | hinter Wenko Zinzarow, Bulgarien, Iscan, Türkei u. Maras, Jugoslawien |
| 1967 | 4.    | Intern. Turnier in Bukarest                                    | Mittel         | hinter Gheorghe Popovici, Rumänien, Ildar Gafarow, UdSSR u. Sven Olsson, Schweden |
| 1968 | 3.    | "Dan-Kolow"-Turnier in Sewljewo                                | Mittel         | hinter Petar Krumow, Bulgarien u. Jiří Kormaník, CSSR |
| 1968 | 5.    | EM in Västerås                                                 | Mittel         | mit Siegen gegen Franz Winkler, Österreich und Moshe Weinberg, Israel und Unentschieden gegen Lothar Metz, DDR, Jiří Kormaník u. Håkon Øverby, Norwegen                                          |
| 1968 | 4.    | OS in Mexiko-Stadt                                             | Mittel         | mit Siegen über Ernst Knoll, BRD u. Petar Krumow, einem Unentschieden gegen Tevfik Kış, Türkei u. Niederlagen gegen Lothar Metz u. Branislav Simić, Jugoslawien                                  |
| 1969 | 3.    | WM in Mar del Plata                                            | Halbschwer     | mit Siegen über Elione Francone, Argentinien, Håkon Øverby u. Etienne Martinetti, Schweiz u. Niederlagen gegen Alexander Jurkewitsch, UdSSR u. Wenko Zinzarow, Bulgarien                         |
| 1970 | 1.    | Intern. Turnier in Split                                       | Halbschwer     | vor Lazarow, Bulgarien u. Fodorpataki, Rumänien |
| 1970 | 8.    | EM in Berlin (Ost)                                             | Halbschwer     | mit einem Sieg über Fleming Kosakiewitsch, Dänemark und Unentschieden gegen László Sillai, Ungarn, Stojan Nikolow, Bulgarien u. Gürbüz Lü, Türkei                                                |
| 1970 | 6.    | WM in Edmonton                                                 | Halbschwer     | mit einem Sieg über Kimuchi Tani, Japan, einem Unentschieden gegen Wenko Zinzarow u. einer Niederlage gegen Waleri Resanzew, UdSSR                                                               |
| 1971 | 3.    | Klippan-Turnier                                                | Halbschwer     | hinter Stojan Nikolow u. Omar Bliadse, UdSSR, vor Lothar Metz |
| 1971 | 2.    | Meisterschaft der Armeen der soz. Staaten (SKDA-Meisterschaft) | Schwer         | hinter Alexander Jurkewitsch, vor Jendreczek, DDR |
| 1971 | 4.    | WM in Sofia                                                    | Halbschwer     | mit Siegen über Håkon Øverby u. Bahram Moshtaghi, Iran u. Niederlagen gegen Stojan Nikolow u. Josip Čorak, Jugoslawien                                                                           |
| 1972 | 5.    | EM in Kattowitz                                                | Halbschwer     | mit Siegen über Svend Erik Studsgaard, Dänemark u. Suleyman Akbayir, Türkei, einem Unentschieden gegen Darko Nišavić, Jugoslawien u. Niederlagen gegen Czesław Kwieciński, Polen u. Omar Bliadse |
| 1972 | 6.    | OS in München                                                  | Halbschwer     | mit einem Sieg über Kimuchi Tani, Unentschieden gegen Håkon Øverby und Waleri Resanzew u. einer Niederlage gegen Josip Čorak                                                                     |
| 1973 | 7.    | EM in Helsinki                                                 | Halbschwer     | mit Siegen über Czesław Kwieciński u. Svend Erik Studsgaard u. Niederlagen gegen Darko Nišavić u. Waleri Resanzew                                                                                |
| 1973 | 4.    | WM in Teheran                                                  | Halbschwer     | mit Siegen über Yoshihiro Fujita, Japan u. Darko Nišavić, einem Unentschieden gegen Ibrahim Kumes, Türkei u. einer Niederlage gegen Czesław Kwieciński                                           |
| 1973 | 3.    | Universitäten-WM in Moskau                                     | Halbschwer     | hinter E. Gogligidse, UdSSR u. Darko Nišavić |
| 1975 | 4.    | Turnier in Galați                                              | Halbschwer     | hinter Wladimir Iwascheschkin, UdSSR, Istvan Sellyei, Ungarn u. Fred Theobald, BRD |

## Rumänische Meisterschaften
Nicolae Neguț wurde 1968 rumänischer Meister im Mittelgewicht und 1969 sowie von 1971 bis 1975 rumänischer Meister im Halbschwergewicht, immer im griechisch-römischen Stil.